# 犊牛肉

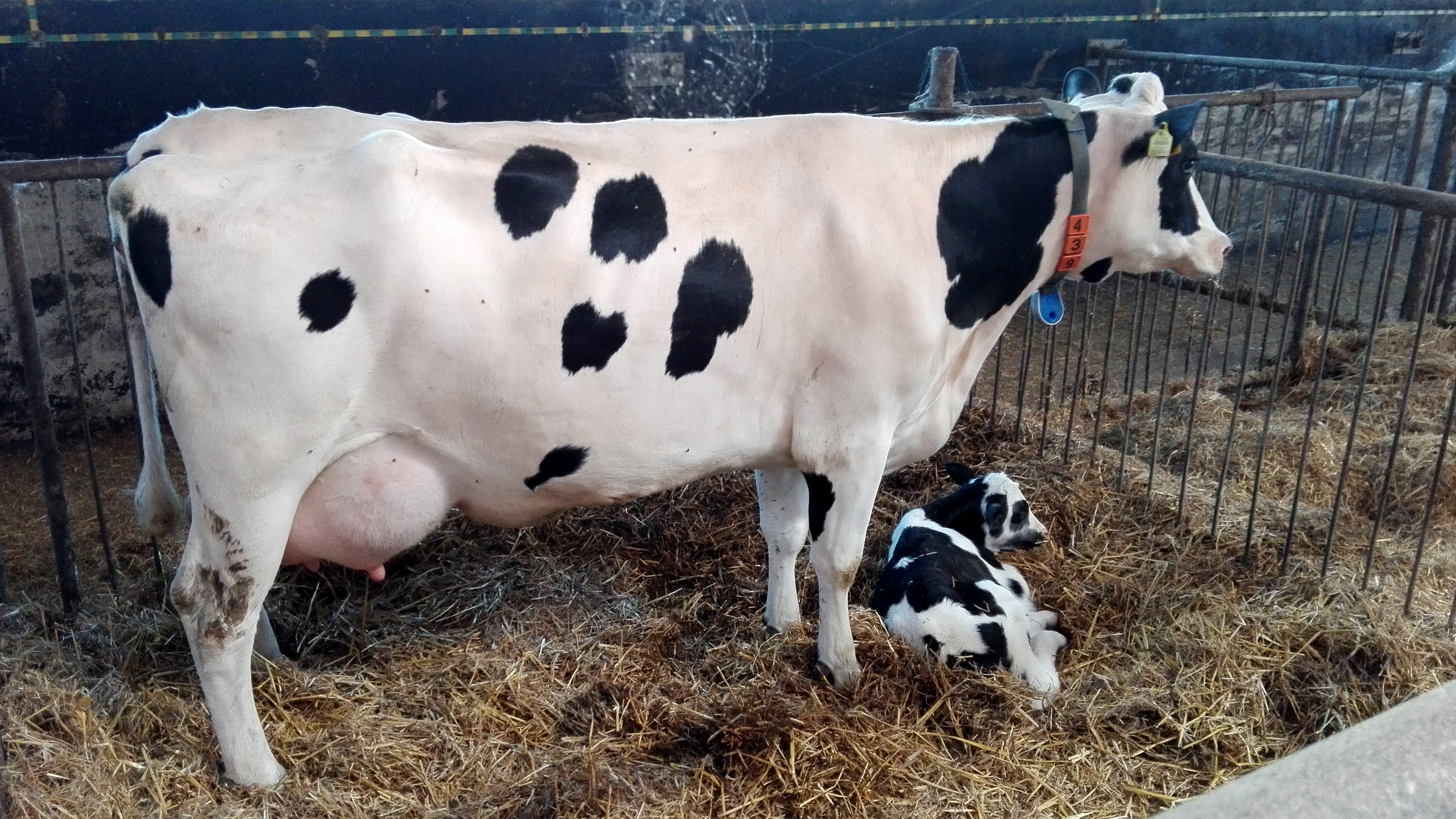
乳牛適合用作犢牛肉

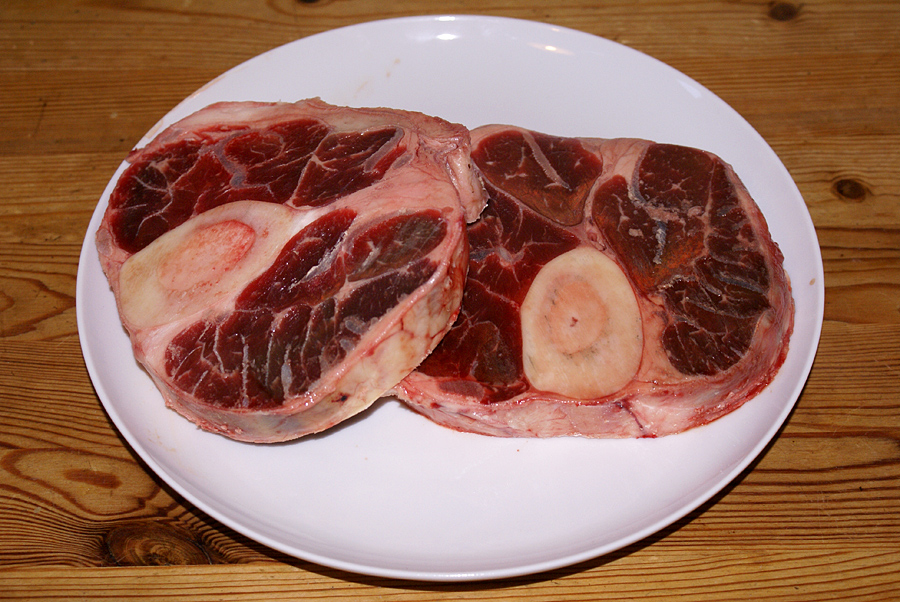
犢牛肉

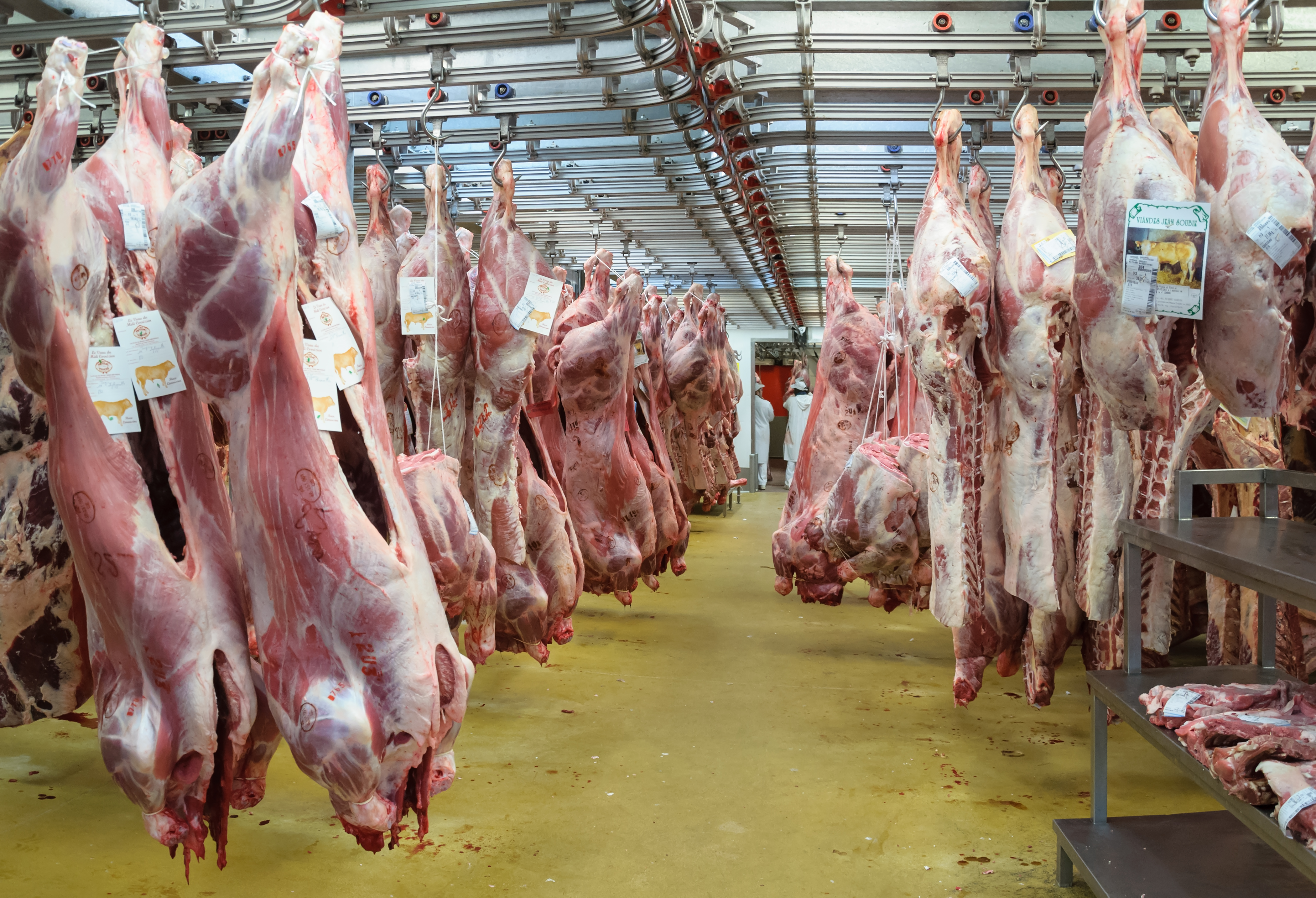
法国市场的牛犢

犢牛肉是指牛犢的肉，通常指生長22週，體重達150公斤之內的牛犢，生長期間主要用乳清飼料餵養。牛犢不拘性別與品種，但多是公乳牛。

## 定义和类型
犢牛肉有多种类型，不同国家的术语不同。

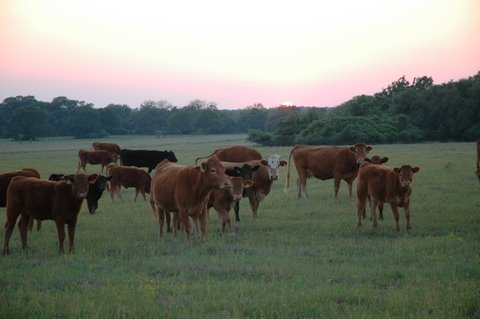
散养小牛

- 鮑伯·維爾（Bob veal）：牛犢在出生2小時或2至3天後（最多1個月大）宰殺，體重9至27公斤（20至60磅）。[4]
- 「牛奶餵養」、「特殊餵養」或「白肉」（milk-fed, special-fed or white）： 犢牛以配方奶粉和固體飼料餵養。美國大部分犢牛肉都產自牛奶餵養的犢牛。肉質呈象牙色或淡粉色，肉質緊實細膩，口感柔滑。在加拿大，用於生產牛奶餵養小牛肉的小牛通常在20至24週齡、體重200至230公斤（450至500磅）時屠宰。[5]
- 「紅肉」或「穀飼」（Red or Grain-fed）： 除牛乳外，還以穀物、乾草或其他固體飼料飼養的犢牛。其肉色較深，可能帶有一些額外的大理石花紋和脂肪。在加拿大，穀飼犢牛肉通常以Calf而非Veal為名銷售。犢牛在22至26週齡時宰殺，體重為290至320公斤（650至700磅）。[6]
- YG （Young Beef）： YG在英國稱「玫瑰犢牛」（Rose veal），由皇家防止虐待動物協會的「自由食品」計畫農場飼養。這些牛犢因肉呈粉色而得名，部分原因是牠們在大約35週齡後才會被屠宰。[7]

在美國也有類似的術語，包括小牛（Calf）、犢牛（Bob）、中間牛（Intermediate）、奶餵養（Milk-fed）和特殊飼養（Special-fed）。

## 烹饪
在義大利、法國或其他地中海飲食中，犢牛肉被視為佳餚，它通常被做成炸肉排，例如维也纳炸牛排、米蘭炸肉排。法國菜中則有Escalope、Paupiette、白醬燉肉等。由於犢牛肉脂肪含量較低，烹飪時須避免其變硬。在煎、炸時會裹上醬汁、調味料，焗烤千層是常見的義大利菜，在美國通常會加入犢牛肉。
除了肉以外，犢牛的骨頭可燉湯，或是製作醬汁、濃湯。犢牛胃能生產凝乳酶，用於製作起司。犢牛內臟則被視為最珍貴的動物內臟。

## 飼養
公乳牛因不產奶而對酪農無用，故常被作為犢牛來源，新生犢牛通常在3天內便和母牛分離。犢牛飼養時有時會在最初幾周單獨飼養，再被轉移至牛群中。
牛乳飼養的犢牛食用的日糧由代乳粉組成，主要由牛奶蛋白、維生素、礦物質以及固體飼料組成。代乳粉類似嬰兒配方奶粉，也是犢牛產業最常用的日糧。穀飼犢牛通常在出生後的前六到八週食用代乳粉，後會過渡到以玉米為主。
農場獸醫會為牛群制定並提供健康計劃。小牛需要適量的水、充足的營養、安全舒適的環境才能茁壯成長。

## 动物福利
犢牛生产一直是备受争议的话题，動物福利倡导者質疑生產過程中是否涉及虐待動物以及是否符合倫理道德，他們會對犢牛業者施壓，促使業者改變飼養方式。

### 空间限制

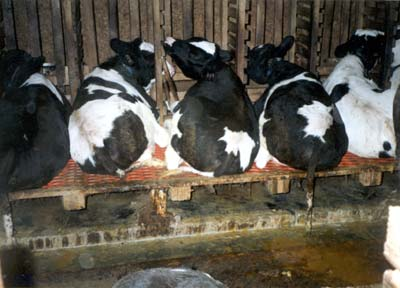
犢牛被拴住，活动空间有限

過去，業界認為犢牛生產的殘忍之處之一是缺乏活動空間。生產者常常故意限制犢牛的活動空間，以阻止它們運動，因為運動可能讓肉質變得更紅更硬。美國現代化的犢牛生產設施為犢牛提供充足的活動空間，能夠躺臥、站立、伸展和梳理毛髮。

### 肠道发育
一些犢牛生产系统会禁止犢牛食用任何固体饲料，仅給予态代乳品。業者也可能不讓犢牛使用墊料，以防止牠們食用。諸多飲食限制會讓瘤胃無法正常發育，可能罹患小腸炎或消化不良。腸道發育不良也可能產生毛球症，毛球在消化系統中堆積會影響消化功能。

### 异常行为
幼年缺乏哺乳、缺乏母牛乳頭成長的犢牛可能出現異常的口腔行為，例如吮吸、舔舐、玩舌頭等。無目的的口腔活動在籠養犢牛中佔15%，群養犢牛佔約2至3%。

### 疾病
限制牛犢攝取鐵讓其血红蛋白低於正常值7 mmol/L，血红蛋白若低於4.5 mmol/L 則容易感染並產生免疫抑制。

### 小牛欄

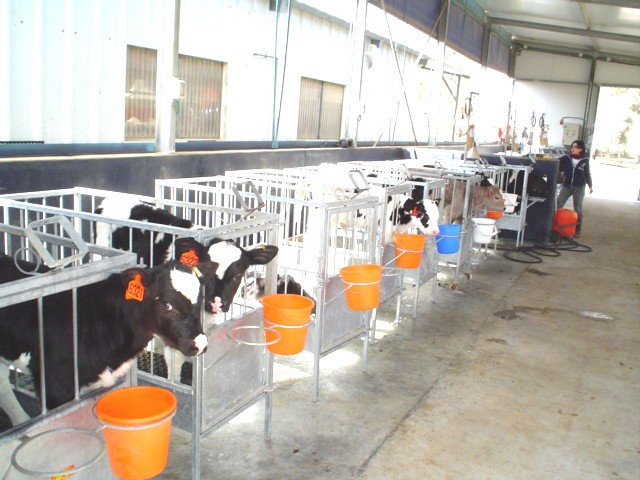
单独饲养的荷尔斯泰因牛

小牛欄（Veal crates）屬於封閉式飼養系統，加拿大、美國在飼養犢牛時將其單獨關於66至76 公分（2英尺2英寸至6英寸）大小的牛欄中。牛欄可防止犢牛間肢體、視線接觸，藉此限制其活動。
牛欄的地板通常倾斜，以便清理排泄物。部分業者會讓犢牛處於黑暗中，並僅提供牛乳。
在美国，用拴绳拴住犢牛是養殖的主要爭議，批評者認為這極大地限制犢牛活動。犢牛一生都活在室內，被剝奪感官與社交、探索。

### 虐待
犊牛需要运动讓骨骼和肌肉能正常发育，牛欄讓犢牛無法正常活動，可能導致腿部腫脹，使牠們在被宰殺時可能会跌倒或行走困难。
犢牛一般每日會吸奶3至6次，持續5個月，但單獨飼養與牛欄讓犢牛無法吸奶。研究顯示犢牛會積極與牠者互動，但牛欄的欄杆讓牠們無法如此。
犢牛會舔舐自身以保持乾淨、預防疾病，其本能會使其欲舔舐身上所有能觸及之處。但栓繩阻礙其行動，讓其不能舔舐身體後方。過度舔舐前腿是牛欄中牛犢的常見的行為。

### 用藥
美国农业部规定，禁止以任何理由在牛犊身上使用激素，但允许在饲养時使用抗生素治疗或预防疾病。 農業部擔心非法藥物被濫用。

## 牛欄禁令

### 欧洲
1990年，英国政府禁止使用密闭式笼子运输小牛。2007年1月，欧盟全面禁止使用牛欄运输犢牛。
许多北欧国家禁止饲养牛犊，芬兰政府禁止餵食動物對其有害的營養物。1996年芬蘭公布的《芬兰动物福利法》（Finnish Animal Welfare Act of 1996）以及《芬兰动物福利令》（Finnish Animal Welfare Decree of 1996）規定動物飼養、照護事宜，並禁止芬蘭境內使用牛欄。瑞士未明文禁止牛欄，但多數犢牛於室外飼養。

### 美国
| 美國各州對小牛夾欄的禁令 禁止小牛夾欄的州 |

2007年，美国犢牛肉协会通过决议，鼓励在2017年前逐步淘汰用拴绳、牛欄限制牛犢，所有以牛奶为饲料的牛犢农场主皆有達成目标。 
截至2015年，美國已有八個州禁止將牛犢拴在牛欄中。全國共有數家大型犢牛肉生產商和美國犢牛肉協會逐步淘汰拴系牛欄。截至2017年，所有美國犢牛肉協會成員已在無拴系牛欄中飼養小牛，所有小牛在10週齡時均需集體飼養。
各州对牛欄禁令如下：
- 亞利桑那州（2006年）[32]
- 加利福尼亚州（2015年）
- 科羅拉多州（2012年） [33]
- 肯塔基州（2014年起開始禁止，至2018年時完全禁絕）[34]
- 缅因州（2011年） [35]
- 密西根州（2013年生效） [36]
- 俄亥俄州（2010年通过，2017年生效） [37]
- 羅德島州（2013年7月起） [38]

- 纽约州（2013年1月、2014年提出） [39]
- 马萨诸塞州（自2009年起每年向众议院[40]和参议院[41]提交法案，现行法案在通过一年后生效）

## 外部連結
- Veal.org的存檔，存档日期2021-08-24.美国牛肉生产者委员会